# Jupiter (Florida)
Jupiter ist eine Stadt im Palm Beach County im US-Bundesstaat Florida. Das U.S. Census Bureau hat bei der Volkszählung 2020 eine Einwohnerzahl von 61.047 ermittelt.

## Geographie
Die Stadt liegt im Norden des Countys an der Mündung des Loxahatchee Rivers in den Atlantischen Ozean, etwa 25 km nördlich von West Palm Beach. Sie stellt eine principal city der Metropolregion Miami dar.

## Demographische Daten
Laut der Volkszählung 2010 verteilten sich die damaligen 55.156 Einwohner auf 29.825 Haushalte. Die Bevölkerungsdichte lag bei 1064,8 Einw./km². 90,6 % der Bevölkerung bezeichneten sich als Weiße, 1,5 % als Afroamerikaner, 0,5 % als Indianer und 2,0 % als Asian Americans. 3,6 % gaben die Angehörigkeit zu einer anderen Ethnie und 1,7 % zu mehreren Ethnien an. 12,7 % der Bevölkerung bestand aus Hispanics oder Latinos.
Im Jahr 2010 lebten in 26,1 % aller Haushalte Kinder unter 18 Jahren sowie 32,5 % aller Haushalte Personen mit mindestens 65 Jahren. 62,8 % der Haushalte waren Familienhaushalte (bestehend aus verheirateten Paaren mit oder ohne Nachkommen bzw. einem Elternteil mit Nachkomme). Die durchschnittliche Größe eines Haushalts lag bei 2,29 Personen und die durchschnittliche Familiengröße bei 2,80 Personen.
21,2 % der Bevölkerung waren jünger als 20 Jahre, 22,0 % waren 20 bis 39 Jahre alt, 30,0 % waren 40 bis 59 Jahre alt und 26,4 % waren mindestens 60 Jahre alt. Das mittlere Alter betrug 45 Jahre. 49,7 % der Bevölkerung waren männlich und 50,3 % weiblich.
Das durchschnittliche Jahreseinkommen lag bei 66.370 $, dabei lebten 8,5 % der Bevölkerung unter der Armutsgrenze.
Im Jahr 2000 war Englisch die Muttersprache von 88,47 % der Bevölkerung, spanisch sprachen 7,17 % und 4,36 % hatten eine andere Muttersprache.

## Sehenswürdigkeiten
Die Jupiter Inlet Historic and Archeological Site und das Jupiter Inlet Lighthouse sind im National Register of Historic Places gelistet.

## Verkehr
Ganz im Westen führen die Interstate 95 und der Florida’s Turnpike direkt nebeneinander in Nord-Süd-Richtung durch das Stadtgebiet. Durch die Stadt selbst führen der U.S. Highway 1 sowie die Florida State Roads A1A, 5, 706 und 811. 
Durch Jupiter führt die Eisenbahntrasse der Florida East Coast Railway, die für Gütertransporte genutzt wird. Der Personenverkehr auf der Strecke wurde 1968 eingestellt.
Der nächste internationale Flughafen ist der 30 km südlich gelegene Flughafen Palm Beach bei West Palm Beach. Der William P. Gwinn Airport (UTX) der United Technologies Corporation (26° 54′ 23,8″ N, 80° 19′ 8,8″ W) liegt im Westen der Stadt.

## Sport
Das Baseball-Team Jupiter Hammerheads ist in Jupiter beheimatet.

## Kriminalität
Die Kriminalitätsrate lag im Jahr 2010 mit 174 Punkten (US-Durchschnitt: 266 Punkte) im niedrigen Bereich. Es gab zwei Morde, zehn Vergewaltigungen, 37 Raubüberfälle, 73 Körperverletzungen, 203 Einbrüche, 818 Diebstähle, 47 Autodiebstähle und eine Brandstiftung.

## Sonstiges
Jupiter ist Standort eines LORAN-C Senders.

## Söhne und Töchter der Stadt
- Drew Helm (* 1984), Fußballspieler
- Miles Mikolas (* 1988), Baseballspieler[6][7]
- Drew Garrett (* 1989), Schauspieler[8]

US-amerikanische
- Avery Amereau (* 1991), Opernsängerin
- Cody Parkey (* 1992), American-Football-Spieler[9]
- Kyle Kirkwood (* 1998), Indycar-Fahrer